# 尼德爾島
尼德爾島（英語：Needle Island），是南極洲的岩石，位於麥克唐納群島，處於麥克唐納島北端以西0.4公里，由澳大利亞探險隊測量和命名，由澳大利亞海外領地負責管轄。